# Colossendeis oculifera
Colossendeis oculifera is een zeespin uit de familie Colossendeidae. De soort behoort tot het geslacht Colossendeis. Colossendeis oculifera werd in 1963 voor het eerst wetenschappelijk beschreven door Stock. 